# 博特庫利湖
博特庫利湖是俄羅斯和哈薩克的湖泊，由伏爾加格勒州和西哈薩克斯坦州負責管轄，位於裡海北部，面積65.9平方公里，該湖在乾旱年份乾涸。